# Жоан-Бенжамен Габа
Жоан-Бенжамен Габа (ісп. Joan-Benjamin Gaba; 7 січня 2001, Севр) — французький дзюдоїст, олімпійський чемпіон та срібний призер Олімпійських ігор 2024 року.

## Виступи на Олімпіадах
| Олімпіада  | Дисципліна      | Місце |
| ---------- | --------------- | ----- |
| Париж 2024 | до 73 кг        | 2     |
| Париж 2024 | змішана команда | 1     |

## Зовнішні посилання
- Жоан-Бенжамен Габа на сайті International Judo Federation (англійська)
- Жоан-Бенжамен Габа на сайті JudoInside.com (англійська)
- Жоан-Бенжамен Габа на сайті AllJudo.net (французька)
- Жоан-Бенжамен Габа на сайті Olympics.com (англійська)